# Design de informação

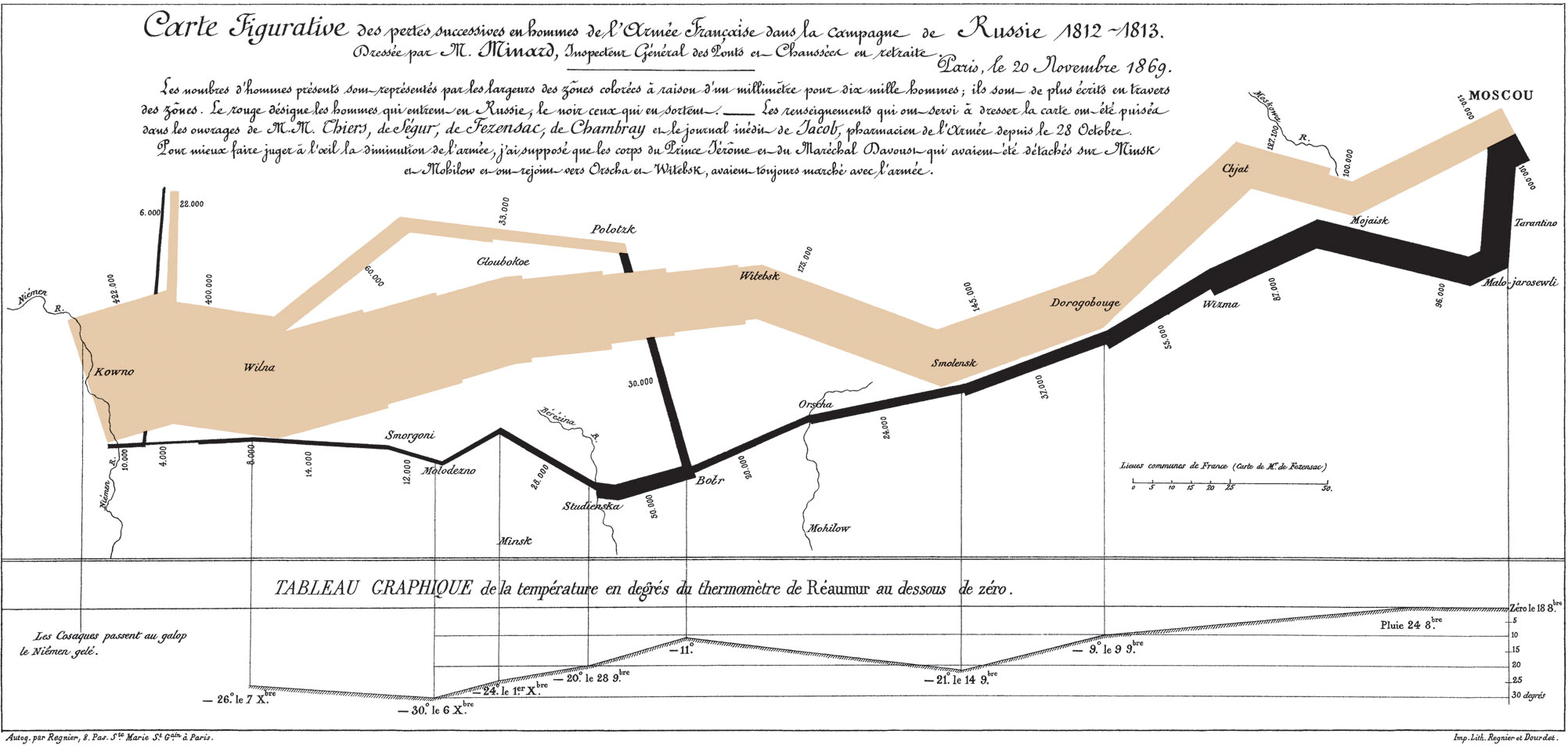
Diagrama de Charles Joseph Minard, 1861 - Um dos exemplos mais importantes de uma informação gráfica.

Design da informação ou infodesign, é uma área do design gráfico que lida detalhadamente com o projeto da informação visual. Seu objetivo principal é melhorar a forma como o usuário adquire informação em sistemas de comunicação analógicos e digitais.

## Objetivo
Um dos objetivos do design da informação é equacionar os aspectos sintáticos, semânticos e pragmáticos que envolvem os sistemas de informação através da contextualização, planejamento, produção e interface gráfica da informação junto ao seu público alvo. Seu princípio básico é interface gráfica da informação junto ao seu publico alvo, bem como otimizar o processo de aquisição da informação efetivado nos sistemas de comunicação analógicos e digitais.
O design da informação abrange vários campos, tais como ilustração, fotografia, cartografia, design gráfico, design industrial, arquitetura, psicologia experimental, entre outros. Sua multidisciplinaridade fornece ferramentas para atuar em todos os campos envolvidos. Em contrapartida, Knemeyer (2003) ressalta a importância do design da informação como um integrador que aglutina várias disciplinas de modo a criar soluções de informação de alta qualidade.
Na ciência da computação e tecnologia informacional, o termo design da informação é muitas vezes usado como sinônimo para (mas não é necessariamente a mesma disciplina que) arquitetura de informação, design de sistemas de informação, bancos de dados ou estruturas de informação.
Para Wildbur e Burke (1998), o design da informação, em seu sentido amplo, é uma atividade relacionada à seleção, organização e apresentação de informação para uma determinada audiência. Essa informação pode ter origem em diversas fontes: mapas climáticos, tabelas de vôos, dados populacionais. O design da informação implica a responsabilidade de transmissão de conteúdos de modo preciso e neutro.
Horn (1999) enfatiza que Design da Informação é definido como a ciência de preparar as informações para que elas possam ser usadas por pessoas com eficiência e eficácia. Seus objetivos principais são:
1. Desenvolver documentos que sejam compreensíveis, precisos e rapidamente recuperáveis, e fácil de se transformar em ações efetivas.
2. Projetar interações através de equipamentos que sejam naturais, fáceis e agradáveis. Isto envolve resolver os problemas do design da interface humano-computador.

O design da informação vai se estabelecendo como um campo que conjuga determinados conhecimentos, traduzindo-se em uma disciplina cujo objetivo é organizar e apresentar dados, transformando-os em informação válida e significativa.

## Arquitetura da informação
Relacionado com o design da Informação, há ainda o arquiteto da informação, papel de arquivistas, bibliotecários e cientistas da informação, que surgiu com a Revolução Industrial, onde o fluxo de informação começou a crescer cada vez mais rápido e o armazenamento de todo esse fluxo tornou-se impossível de fazer sem um profissional capacitado. A atividade do arquiteto da informação consiste em organizar, de modo viável e que possa ser aproveitado depois, todo e qualquer recurso informacional ou qualquer tipo de conhecimento.